# James Gin
James Gin er et ginmærke lanceret af den britiske tv-vært og journalist James May, bedst kendt for sin medvirken i tv-programmer som Top Gear og The Grand Tour.

## Historie
James May annoncerede lanceringen af James Gin i 2022. Han blev inspireret til at skabe sin egen gin, der ikke blot var et brandingprojekt, men et produkt han selv havde udviklet. Det første produkt var Asian Parsnip Gin.
May samarbejdede med Hugh Anderson fra Downton Distillery for at udvikle ginnen. Anderson fremhævede de udfordringer, der er forbundet med at skabe gin, herunder viden om mikrobiologi og kunsten at balancere ingredienserne korrekt.
Efter flere forsøg og tilbageslag fandt May og Anderson den endelige opskrift. De besluttede at producere 1000 liter, svarende til 1420 flasker, som blev solgt som en signeret og nummereret begrænset udgave. Ginnen blev solgt online og blev hurtigt udsolgt, hvilket overgik Mays forventninger om, hvor lang tid salget ville tage. Den hurtige salg af ginnen markerede ifølge James May en succesfuld lancering af James Gin.